# Andrij Jermak

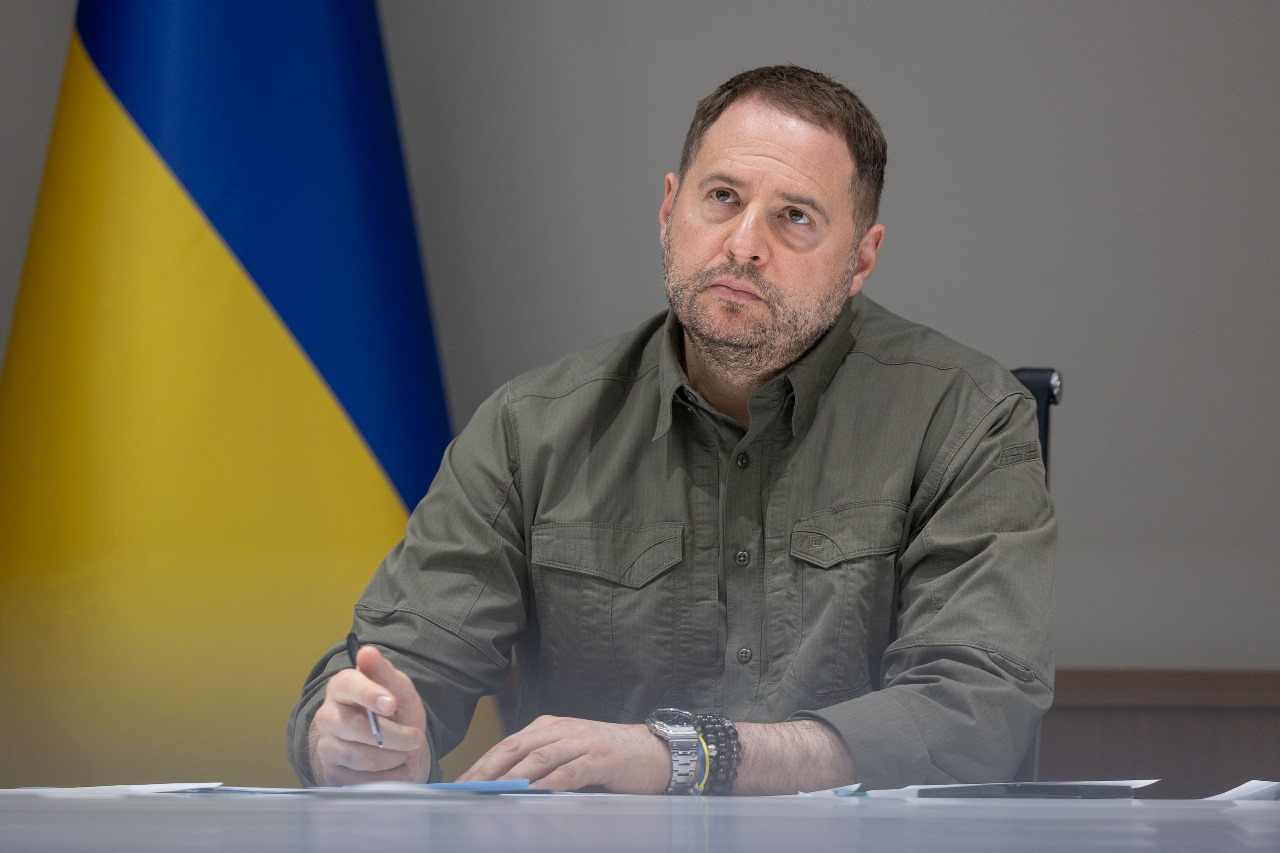
Andrij Jermak (2024)

Andrij Boryssowytsch Jermak (ukrainisch Андрій Борисович Єрмак; * 21. November 1971 in Kiew, Ukrainische SSR) ist ein ukrainischer Jurist, Filmproduzent und Leiter des Präsidialamts der Ukraine.

## Leben
Andrij Jermak kam in Kiew zur Welt und absolvierte dort 1995 das Institut für Internationale Beziehungen der Nationalen Taras-Schewtschenko-Universität. 1995 erhielt er eine Zulassung als Rechtsanwalt sowie einen Master in internationalem Privatrecht.  1997 gründete er eine Internationale Anwaltskanzlei, die sich auf Handelsrecht und Urheberrecht insbesondere für Fernsehsender, Fernseh- und Medienkonzerne, Film- und Fernsehproduktionsfirmen spezialisierte. Zudem ist er der Präsident der „Unternehmervereinigung der Stadt Kiew“. Er gründete 2012 die Produktionsfirma Garnet International Media Group und war als Filmproduzent an mehreren ukrainischen und internationalen Filmprojekten beteiligt.
Am 21. Mai 2019 ernannte ihn der ukrainische Präsident Wolodymyr Selenskyj zu seinem Assistenten. Als solcher organisierte er im ukrainischen Präsidialamt den Terminkalender von Selenskyj. Außerdem war er federführend am Gefangenenaustausch zwischen der Ukraine und Russland am 7. September 2019 beteiligt, nahm im selben Monat an den Verhandlungen im Normandie-Format teil und wurde zum Hauptunterhändler mit Russland. Zudem war er im September 2019 an Gesprächen mit Gordon Sondland um eine Wiederaufnahme der amerikanischen Militärhilfe für die Ukraine beteiligt, die zur Ukraine-Affäre führten.
Seit dem 21. Juni 2019 ist er Mitglied des Nationalen Investitionsrates (Національна інвестиційна рада України) und seit dem 7. Oktober 2019 ist er Aufsichtsratsmitglied des Staatskonzerns Ukroboronprom. Am 11. Februar 2020 wurde er zum Leiter des Präsidialamts der Ukraine ernannt. Als dieser ist er bei allen größeren außenpolitischen Prozessen involviert oder steuerte sie für die Ukraine – wie etwa die Verhandlungen mit den sogenannten Partnern der Ukraine, den Friedensgipfel in der Schweiz, die Rückkehr von verschleppten ukrainischen Kindern oder den Austausch von Gefangenen. Nach Ansicht von ukrainischen Politikwissenschaftlern wurde Jermak so einer der mächtigsten Politiker, wenn nicht der „zweitmächtigste Mann in der Ukraine“, obwohl die ukrainische Verfassung die Menge an Kompetenzen für den Chef des Präsidialamtes nicht vorsieht. Faktisch, sind sich Beobachter einig, agiere Jermak als Außenminister. So reiste er im Juli 2024 statt des ukrainischen Außenministers in die USA, um mit der US-Regierung das gemeinsame Vorgehen abzustimmen. Jermak entscheidet jedoch nach wie vor, wer in der Ukraine Zugang zum ukrainischen Staatspräsident hat bzw. sich regelmäßig mit diesem trifft. Bei der Regierungsumbildung im Jahr 2024 wurden Ministerposten an Vertraute von Jermak vergeben; so wurde Andrij Sybiha, zuvor Jermaks Stellvertreter im Präsidialamt, Außenminister der Ukraine und Olexij Kuleba, zuvor Vizechef im Präsidialamt, Minister für Wiederaufbau.